# جينات السمنة

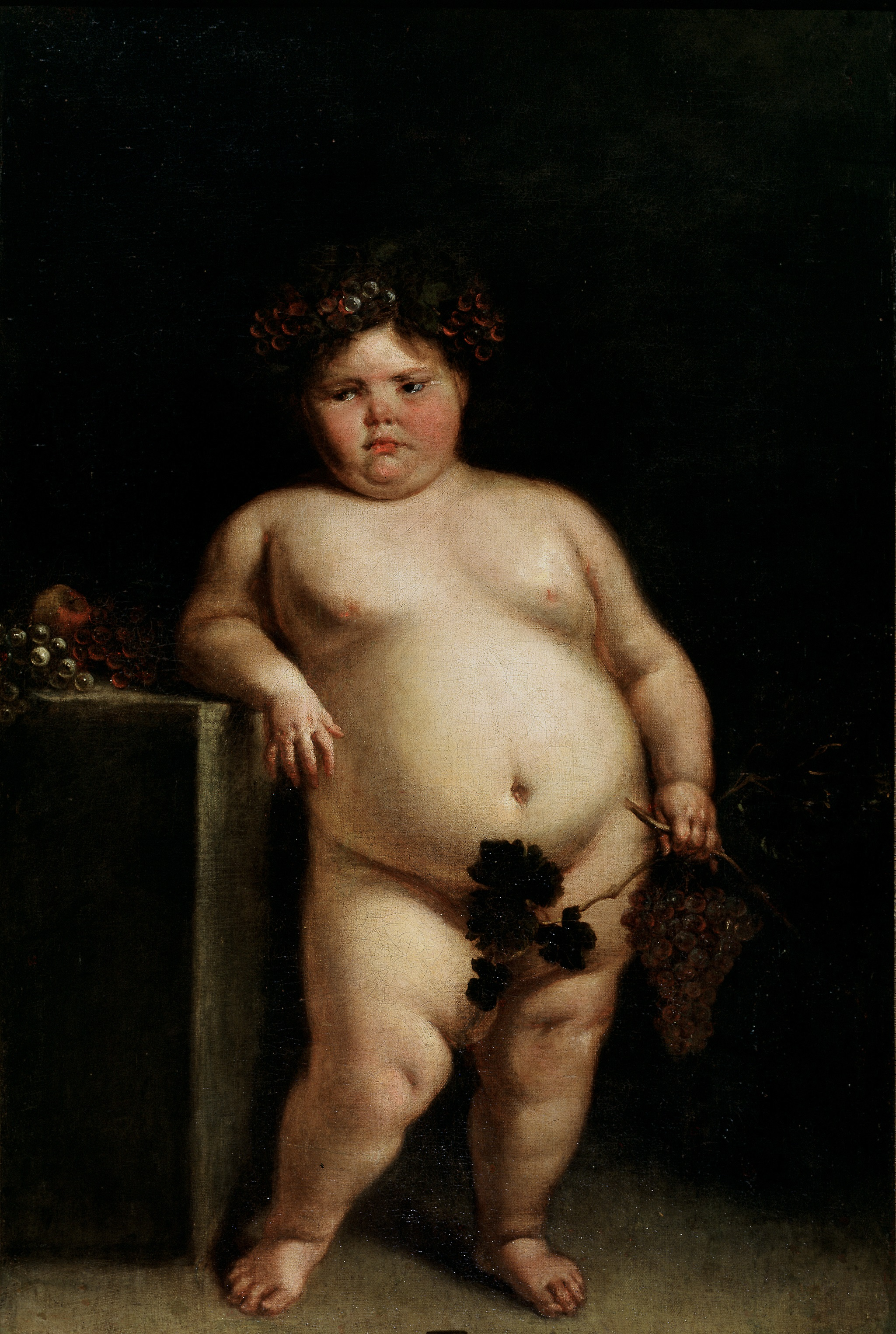

إن  البدانة أو السمنة المفرطة  مثل الحالات الطبية الأخرى فهي نتيجة لتفاعل بين العوامل الجينية والبيئية. وحددت الدراسات في متغيرات في عدة جينات قد تساهم في زيادة الوزن وتوزريع الدهون في الجسم بالرغم من ئلك فان الجينات هي السبب الرئيسي السمنة المفرطة في حالات قليلة فقط.
تعدد الأشكال في جينات عديدة تتحكم بالشهية وعملية الأيض يجعل الإنسان معرضاً للإصابة بالسمنة عند اتباع نظام غذائي معين. نسبة السمنة التي يمكن أن تعزى إلى الجينات متفاوتة بشكل كبير من 6 % إلى 85 % معتمدة على عدد الأشخاص الذين تم فحصهم. رُبط أكثر من 41 موقعاً في المجين (الجينوم) البشري بتطور السمنة عند وجود البيئة الملائمة. ويقدر دور العوامل الجينية في تطور السمنة بسبعين إلى أربعين بالمئة. البعض من هذه الجينات التي تسبب زيادة الوزن أو نقصانه قد تؤثر على استجابة الأشخاص المصابين بالسمنة لخسارة الوزن أو السيطرة عليه.

## الجينات
التنوع في هذه الجينات قد يؤدي إلى السمنة الشائعة بالرغم من أن العيوب الوراثية تعد نادرة حالياً. العديد من الجينات المتوقع انها تسبب السمنة تظهر جلية في الجهاز العصبي المركزي.
تم تحديد عدة مواضع إضافية. أيضا، تم تحديد العديد من مواضع السمات الكمية لمؤشر كتلة الجسم.
ركزت بعض الدراسات على أنماط الميراث دون التركيز على جينات معينة. وجدت إحدى الدراسات أن 80% من ذرية والدين يعانون من السمنة المفرطة كانوا يعانون من السمنة المفرطة، على عكس أقل من 10% من نسل اثنين من الوالدين الذين كانوا من الوزن الطبيعي.
تفترض فرضية الجين الثريتي أنه بسبب الندرة الغذائية أثناء تطور الإنسان، يكون الناس عرضة للسمنة. وقدرتهم على الاستفادة من فترات الوفرة النادرة عن طريق تخزين الطاقة كدهون ستكون مفيدة في أوقات تفاوت توافر الغذاء، والأرجح أن الأفراد الذين لديهم احتياطيات دهنية أكبر من المرجح أن ينجووا من المجاعة. ومع ذلك، فإن هذا الميل لتخزين الدهون سيكون غير قادر على التكيف في المجتمعات ذات الإمدادات الغذائية المستقرة. هذا هو السبب المفترض أن Pima Native American، الذين تطوروا في نظام بيئي صحراوي، طوروا بعضًا من أعلى معدلات السمنة عند تعرضهم لنمط الحياة الغربي.
تقدم العديد من الدراسات التي أجريت على القوارض المختبرية أدلة قوية على أن علم الوراثة يلعب دورًا مهمًا في السمنة.
يتم تحديد خطر السمنة ليس فقط من خلال الأنماط الوراثية المحددة ولكن أيضًا من تفاعلات الجينات الوراثية. ومع ذلك، لا تزال هناك تحديات مرتبطة باكتشاف تفاعلات الجينات الجينية للسمنة.

## المتلازمات الجينية
ان مصطلح (السمنة الغير متلازمية) يستخدم احياناً لاستثناء هذه الحالات. الناس الذين يعانون من بداية مبكرة للسمنة (من بدأت السمنة قبل عمر 10 أعوام ومؤشر كتلة الجسم فوق 3 انحرافات معيارية أعلى من الطبيعي)